# Alekséi Sorokin
Alekséi Sorokin (en ruso: Алексей Сорокин; Tallin, 17 de marzo de 1888 - Tallin, 1 de abril de 1933) fue abogado y político estonio, considerado uno de los principales representantes de la minoría rusa en Estonia durante el período de entreguerras.

## Biografía
Sorokin nació en Tallin en el seno de una familia de habla rusa y asistió a la Escuela Secundaria del Emperador Nicolás I (hoy Escuela Secundaria Gustav Adolf).
En 1912, se graduó en jurisprudencia en la Universidad Estatal de San Petersburgo. De 1912 a 1914, trabajó en el tribunal de distrito de Tallin y a partir de 1914, ejerció como abogado y defensor, y como asesor legal de las autoridades de Tallin.
Con la declaración de independencia de Estonia en 1918, Sorokin se dedicó a la política. A finales de 1918, fundó con personas afines el Consejo Provisional Ruso de Estonia (en estonio: Eesti Ajutine Vene Nõukogu), en representación de los rusos residentes en Estonia. En el gobierno provisional del Primer Ministro Konstantin Päts, Sorokin representó como ministro de la minoría rusa del 28 de febrero al 9 de mayo de 1919. Perteneció a la Asamblea de Ciudadanos Rusos (en estonio: Vene Kodanikkude Kogu, en ruso: Собрание русских граждан).
En las elecciones a la Asamblea Constituyente de abril de 1919, fue elegido como el único miembro de la minoría rusa en la Asamblea. Participó en la redacción de la Constitución de Estonia pero sin embargo, Sorokin, junto con los tres diputados que representaban a la minoría alemana báltica, se abstuvo de firmar la declaración de independencia de Estonia el 19 de mayo de 1919.
En las elecciones al Riigikogu de noviembre de 1920, Sorokin fue el único miembro ruso elegido para el Riigikogu como candidato de la Unión Nacional Rusa en Estonia, partido de centroderecha fundado en 1920. En 1923, dimitió de la legislatura y regresó a la abogacía. Continuó, junto con Nikolai Kurtšinski y Peeter Baranin, como un miembro destacado de la minoría rusa en Estonia durante el período de entreguerras. Sin embargo, tampoco logró agrupar a la fragmentada minoría en un partido o asociación, con grandes diferencias sociales, como sí ocurrió con los alemanes bálticos.
En 1931, Sorokin asumió la vicepresidencia de la Unión Nacional Rusa en Estonia, reelegido en 1933, poco antes de su muerte. En las elecciones al Riigikogu de 1932, fue elegido nuevamente miembro de la minoría rusa en el parlamento gracias a una alianza de partidos con varios grupos rusos. También asumió la presidencia del grupo. 
Sorokin falleció en Tallin en abril de 1933 a causa de una prolongada enfermedad cardíaca.